# كأس شمال مقدونيا 1997–98
كأس شمال مقدونيا 1997–98 هو موسم من كأس مقدونيا. فاز فيه نادي فاردار.